# Biofumigación
La biofumigación es un método de control de plagas en la agricultura, una variante de la fumigación en la que la sustancia activa gaseosa -el fumigante- se produce por descomposición de material vegetal recién cortado y enterrado en el suelo con este fin.
Las plantas de la familia de las Brassicaceae (por ejemplo, en el proceso de descomposición, los glucosinolatos se descomponen en isotiocianatos volátiles, que son tóxicos para organismos del suelo como bacterias, hongos y nematodos, pero menos tóxicos y persistentes en el medio ambiente que los fumigantes sintéticos. Alternativamente, se pueden utilizar gramíneas como el sorgo, en cuyo caso se produce cianuro de hidrógeno con un efecto similar.
El método consiste en segar y trocear las plantas durante la floración para garantizar el máximo contenido de glucosinolatos y acelerar la descomposición. Es necesario regar el suelo hasta la capacidad de campo, después de lo cual el material picado se incorpora a la capa superior y se cubre con una película impermeable para evitar la salida del gas. Transcurridas tres o cuatro semanas, se retira la película y el terreno está listo para la siembra 24 horas después. Enterrar los cultivos biofumigantes después de la temporada de crecimiento para plantar cultivos comerciales normalmente el año siguiente puede, en teoría, conducir a la acumulación de sustancia activa en el suelo tras unos cuantos ciclos de rotación de cultivos, pero la supresión directa de plagas a corto plazo no es notable en este caso.
El método puede utilizarse como alternativa más sostenible y respetuosa con el medio ambiente a la fumigación clásica y a otros métodos químicos de control de plagas. Además, puede servir para reponer el contenido de nutrientes del suelo y promover el crecimiento de organismos beneficiosos. Por otro lado, requiere cambios en las prácticas de cultivo debido al tiempo necesario para que el método surta efecto, puede resultar costoso si hay que traer plantas productoras de biofumigantes de otros lugares (es decir, si no se utilizan en la rotación de cultivos para trocearlas y enterrarlas in situ) y es difícil de estandarizar debido al contenido variable de sustancias activas en los distintos cultivares.